# 绵阳外国语学校
绵阳外国语学校，简称绵外，是位于中國四川省绵阳市的一所集小学、初中、高中于一体的封闭式寄宿制学校。

## 校园环境及设施

### 教学楼
- 成志楼：亦称高中部教学楼，于2010年建成，共6层，位于学校山上。主要由高中部学生以及七年级学生使用。同时也是校长办公室所在处。
- 形志楼：亦称初中部教学楼，于2001年建成，共7层，与学校正门相对。楼顶竖有巨型校徽，及办学宗旨，是绵外的标志性建筑。主要由初中部其他年级使用。
- 启志楼：亦称小学部教学楼，于2001年建成，共5层。主要由小学部学生使用。

### 宿舍
- 致心楼、远心楼：亦称高中部宿舍，是两幢姐妹建筑，但远心楼较小。主要由高中部学生居住，但是由于学校寝室使用紧张，所以亦有少数初中部学生居住。
- 静心楼、怡心楼：亦称初中部宿舍，是两幢由廊道相连的姐妹建筑。静心楼主要由初中部女生居住，怡心楼主要由初中部男生居住。
- 怡心楼：亦称山上公寓。[1]

### 图书馆
学校的唯一图书馆位于成志楼一楼东侧，约有数千册藏书。

## 争议
绵阳外国语学校每年会派教师到四川省各地招生，也会在每年“五一黄金周”举行招生面试，实际上是违规的招生考试。通常会以免除学费并且每月提供生活费的待遇招收的优秀学生；而对于其他学生，则会收取高达每年数万元的费用。有媒体批评这种“教育产业化”的行为，认为这样做加剧了该省的教育资源分配不均。这样的行为遭到了其他地区的不满，并以此向四川省教育厅投诉。之后绵外与绵阳中学、南山中学等学校联合通过设立实验校区的方式，变相招收外地生源。此外，据校内人士透露，学校发放的每月数百元的“生活补助费”实为政府发放的特困学生补助费，而学校则将其以冲入消费卡的方式，发放给大型考试获得高分的学生，并且学生不能得到现金。